# 北呈乡
北呈乡，是中华人民共和国山西省长治市上党区下辖的一个乡镇级行政单位。

## 行政区划
北呈乡下辖以下地区：
北呈村、南呈村、上村、大沟村、青龙沟村、西坟村、六家村、南岭头村、北岭头村、朔村、须村和北张村。